# Испанские националисты (Гражданская война)
Националисты (исп. Bando nacional), также мятежники (исп. Bando sublevado) и франкисты (исп. Bando franquista), были одной из сражающихся сторон в Гражданской войне в Испании. Эта фракция состояла из множества правых политических групп, которые поддержали попытку переворота 17-18 июля. После смерти бывших руководителей лидером националистов стал генерал Франсиско Франко, который далее правил националистической зоной и с 1939 года Испанией до своей смерти в 1975 году.
Термин «националисты» в отношении этой фракции впервые стал использовать министр пропаганды Третьего Рейха Йозеф Геббельс, чтобы придать легитимность помощи нацистской Германии испанским правым.
Термин Bando Nacional — во многом так же, как термин rojos (красные) для обозначения лоялистов — рассматривается некоторыми авторами как термин, связанный с пропагандой этой фракции. На протяжении всей гражданской войны термин «националисты» использовался в основном сторонниками Франко, в то время как его противники называли их фашистами.

## Входившие в состав группы
Военное восстание нашло широкую поддержку как внутри Испании, так и в международной сфере. В Испании франкистскую сторону в основном поддерживали преимущественно консервативный высший класс, либеральные профессионалы, религиозные организации и фермеры-землевладельцы. В основном оно базировалось в сельских районах, где прогрессивные политические движения мало проникли, например, на большие территории Северной Месеты, включая почти всю Старую Кастилию, а также Риоху, Наварру, Алаву, район недалеко от Сарагосы в Арагоне, большая часть Галисии, части Касереса в Эстремадуре и многие разрозненные районы сельской Андалусии, где местное общество все еще следовало древним традиционным образцам и еще не было затронуто «прогрессивной» мыслью.

### Испанская фаланга

Флаг Испанской фаланги

Испанская Фаланга изначально была испанской фашистской политической партией, основанной Хосе Антонио Примо де Ривера, сыном бывшего испанского лидера Мигеля Примо де Ривера. Фаланга была создана при финансовой поддержке монархистов-альфонсистов. После своего формирования Фаланга официально носила антиклерикальный и антимонархический характер. Как землевладелец и аристократ, Примо де Ривера заверил высшие классы, что испанский фашизм не выйдет из-под их контроля, как его аналоги в Германии и Италии. В 1934 году Фаланга объединилась с пронацистской хунтой Офенсива национал-синдикалиста Рамиро Ледесмы Рамоса, и образовала объединённую организацию Falange Española de las JONS.
Первоначально Фаланге не хватало средств, и она представляла собой небольшое студенческое движение, проповедовавшее насильственную националистическую революцию. Перед войной Фаланга совершала акты насилия, в том числе участвовала в уличных драках со своими политическими оппонентами, что способствовало созданию состояния беззакония, в котором правая пресса обвиняла республику в поддержке военного восстания. Террористические отряды фалангистов стремились создать атмосферу беспорядка, чтобы оправдать установление авторитарного режима, и из их риторики в риторику Франко перешло провозглашение нового государство тоталитарным. С началом разочарования среднего класса в легализме CEDA, поддержка Фаланги быстро расширилась. К сентябрю 1936 года общая численность добровольцев-фалангистов насчитывала 35 000 человек, что составляло 55 процентов всех гражданских сил Националистической армии.
Falange Española de las JONS была одним из первых сторонников военного переворота против республики, вторыми были карлисты. После смерти Хосе Антонио Примо де Риверы Мануэль Хедилья стремился взять под свой контроль Фалангу, но его опередил Франко, который стремился взять под контроль движение в рамках своего шага по взятию под контроль Националистической фракции. В 1937 году Франко объявил декрет об объединении национальных политических движений, особенно Фаланги и карлистов, в единое движение, номинально всё ещё Фалангу, под его руководством, под названием Falange Española Tradicionalista de las JONS. И фалангисты, и карлисты поначалу были в ярости из-за этого решения, фалангисты, в частности, считали, что их идеологическая роль узурпирована католической церковью, а их революция отложена на неопределенный срок.
После объединения и захвата Франко руководства, Франко дистанцировал партию от фашизма и заявил: «Фаланга не считает себя фашистской; ее основатель сказал это лично». После этого объявления практика в Национальной фракции называть Фалангу «фашистами» исчезла к 1937 году, но Франко не отрицал, что внутри Фаланги были фашисты. Франко заявил, что целью Фаланги было объединение «большой нейтральной массы беспартийных», и пообещал, что никакой идеологической жесткости не будет позволено мешать достижению этой цели. Под руководством Франко Фаланга отказалась от предыдущих антиклерикальных тенденций Хосе Антонио Примо де Риверы и вместо этого продвигала неотрадиционалистский национал-католицизм, хотя продолжала критиковать католический пацифизм. Фаланга Франко также отказалась от враждебности к капитализму, а член Фаланги Раймундо Фернандес-Куэста заявил, что национальный синдикализм Фаланги полностью совместим с капитализмом.

### CEDA

Флаг CEDA

Испанская конфедерация автономных правых групп (CEDA) — католическая правая антимарксистская политическая организация. CEDA возглавил Хосе Мария Хиль-Роблес. CEDA заявила, что защищает Испанию и «христианскую цивилизацию» от марксизма, и заявила, что политическая атмосфера в Испании превратила политику в вопрос противостояния марксизма и антимарксизма. С приходом к власти нацистской партии в Германии CEDA присоединилась к пропагандистским уловкам, аналогичным нацистам, включая нацистский акцент на власти, отечестве и иерархии. Хиль-Роблес присутствовал на митинге нацистской партии в Нюрнберге и находился под ее влиянием, с тех пор став приверженцем создания единого антимарксистского контрреволюционного фронта в Испании. Хиль-Роблес заявил о своем намерении «дать Испании истинное единство, новый дух, тоталитарное государство…» и продолжил: «Демократия — это не цель, а средство завоевания нового государства. Когда придет время, либо парламент подчинится, либо мы устраним его». CEDA не смогла добиться существенных успехов на выборах в период с 1931 по 1936 год, которые были необходимы для формирования правительства, что привело к тому, что правая поддержка утекла из нее и повернулась к воинственному лидеру монархистов-альфонистов Хосе Кальво Сотело. Впоследствии CEDA отказалась от своей умеренности и легализма и начала оказывать поддержку тем, кто совершил насилие против республики, включая передачу своих избирательных фондов первоначальному лидеру военного переворота против республики генералу Эмилио Мола. Впоследствии сторонники молодежного движения CEDA, Juventudes de Acción Popular (JAP), начали массово дезертировать, чтобы присоединиться к Фаланге, и JAP прекратила свое существование как политическая организация в 1937 году.

### Карлисты
Карлисты были монархистами и ярыми католиками-ультраконсерваторами, которые добивались назначения карлистского претендента Франсиско Хавьера де Бурбона королем Испании. Карлисты были антиреспубликанцами, антидемократами и ярыми антикоммунистами. Карлисты также выступали против Гитлера и Муссолини, так как видели в их политике социалистические тенденции. Карлисты возглавлялись Мануэлем Фал Конде и располагали своей основной базой поддержки в Наварре. Карлисты вместе с Фалангой были первоначальными сторонниками военного переворота против республики. Карлисты провели долгую историю жесткой оппозиции испанскому либерализму, начиная с 1833 года, когда они начали шестилетнюю гражданскую войну против реформистского регентства Марии Кристины де лас дос Сицилия. Карлисты были категорически непримиримы к любой коалиции с другими движениями, даже полагая, что ни у одного некарлиста не может быть честных намерений.
Во время войны ополчение карлистов Requetés достигло пика в 42 000 новобранцев, но к концу боевых действий в апреле 1939 года их общая численность сократилась до 23 000. Карлисты предоставили некоторые из наиболее эффективных ударных отрядов националистов во время войны.

### Испанское обновление

Флаг «Испанского обновления»

Испанское обновление, или же альфонсисты были движением, которое поддержало восстановление Альфонсо XIII Испании в качестве монарха после основания Второй испанской республики в 1931 году. Они конкурировали с монархистами и карлистами за испанский трон. После свержения монархии Альфонсо XIII его сторонники сформировали Renovación Española , монархическую политическую партию, которая имела значительное экономическое влияние и имела близких сторонников в испанской армии. Испанское обновление, однако, не сумело стать массовым политическим движением. В 1934 году альфонсисты во главе с Антонио Гойкоэчеа вместе с карлистами встретились с итальянским диктатором Бенито Муссолини, чтобы заручиться поддержкой восстания против республики, в котором Муссолини пообещал предоставить деньги и оружие для такого восстания. С 1934 по 1936 год харизматический лидер альфонсистов Хосе Кальво Сотело говорил о необходимости узурпации как единственного средства создания идеального авторитарного корпоративистского государства. Сотело произносил страстные речи в поддержку насильственной контрреволюции и подчеркивал необходимость военного восстания против республики, чтобы противостоять угрозам коммунизма и сепаратизма, которые, по его мнению, были вызваны республикой. Сотело был похищен и убит политическими оппонентами (которые первоначально искали Хиля-Роблеса из CEDA, чтобы похитить его) 13 июля 1936 года, что вызвало ярость среди политических правых и помогло узаконить военный переворот против республики.
Когда разразилась война, Инфанте Хуан, сын Альфонсо XIII и наследник испанского престола, попросил у Франко разрешения принять участие в военных действиях граждан, вступив в состав экипажа крейсера «Балаерес». Он пообещал воздерживаться от политической деятельности, но Франко отказался, полагая, что он станет номинальным главой альфонсистов, которые имели сильное присутствие в вооруженных силах.

### Африканская армия

Флаг Испанского протектората в Марокко

Африканская армия — полевая армия, дислоцированная в испанском Марокко (наследие войны в Рифе) под командованием генерала Франсиско Франко. В его состав входили Испанский Иностранный легион и регуляры, пехотные и кавалерийские части, набранные из населения испанского Марокко и возглавляемые испанскими офицерами.
Регуляры действовали как ударные отряды Национальных сил за значительную плату. Более 13 000 марокканских военнослужащих были переброшены по воздуху на 20 самолетах Junkers Ju 52 , поставленных Гитлером в период с начала конфликта в июле и октябре 1936 года. Их пресловутая жестокость и безрассудное поведение не были случайными, а были частью тщательно продуманного плана франкистских военачальников. чтобы посеять террор в линиях обороны республиканцев.
Африканская армия станет самым титулованным подразделением в победной бригаде националистов в мае 1939 года; По оценкам, каждый пятый его член погиб во время войны, что вдвое выше, чем у испанцев. В течение нескольких лет после войны Франко использовал эскадрилью мавританских войск в качестве его эскорта на публичных церемониях в качестве напоминания о важности армии в победе националистов.

## Иностранная поддержка

### Италия

Флаг Королевства Италия

Италия под фашистским руководством Бенито Муссолини поддержала свержение республики и установление режима, который будет служить государством-клиентом Италии. Италия не доверяла Испанской республике из-за ее профранцузских взглядов и до войны вступила в контакт с испанскими правыми группами. Италия оправдала свое вмешательство действием, направленным на предотвращение роста большевизма в Испании. Фашистский режим Италии считал угрозу большевизма реальным риском с прибытием добровольцев из Советского Союза, которые сражались на стороне республиканцев. Муссолини оказывал финансовую поддержку, а также обучение альфонсистов, карлистов и фалангистов. Муссолини встретился с лидером фалангистов Хосе Антонио Примо де Ривера в 1933 году, но в то время у него не было особого энтузиазма по поводу установления фашизма в Испании.
К январю 1937 года экспедиционный корпус из 35 000 итальянцев, Corpo Truppe Volontarie, находился в Испании под командованием генерала Марио Роатты. Италия также предоставила националистическим силам истребители и бомбардировщики, которые сыграли значительную роль в войне. В марте 1937 года Италия вмешалась в политические дела националистов, отправив Роберто Фариначчи в Испанию, чтобы убедить Франко объединить различные политические движения националистической фракции в одну фашистскую « Испанскую националистическую партию».

### Третий рейх

Флаг Третьего рейха

Нацистская Германия предоставила гражданам материалы, специалистов и мощный контингент военно-воздушных сил, немецкие экспедиционные силы Легиона «Кондор», которые обеспечивали переброску солдат и материалов по воздуху из испанской Африки на полуостров Испании и проводили наступательные операции против республиканских сил. Националистические силы снабжались танками и самолетами, в том числе Panzer I, Messerschmitt Bf 109 и Heinkel He 111. Гражданская война в Испании могла бы стать идеальным полигоном для проверки эффективности нового оружия, произведенного во время перевооружения Германии. Многие методы авиационных бомбардировок были испытаны Легионом Кондор против республиканского правительства на испанской земле с разрешения генералисимуса Франко. Однако Гитлер настаивал на том, что его долгосрочные планы были мирными, и эта стратегия получила название «Блюменкриг» (Цветочная война).
На карту поставлены важные экономические интересы Германии в Испании, поскольку Германия импортировала большие объемы минеральной руды из испанского Марокко. Нацистский режим направил генерала в отставке Вильгельма Фаупеля послом при режиме Франко. Фаупель поддерживал Франко и Фалангу в надежде, что они создадут в Испании режим, подобный нацистскому. Долг Франко и граждан перед Германией быстро вырос после покупки немецкого материала и потребовал финансовой помощи со стороны Германии, поскольку республиканцы имели доступ к золотому запасу Испании.

### Португалия
После начала гражданской войны премьер-министр Португалии Антониу де Оливейра Салазар почти сразу же поддержал Националистические силы. Estado Novo Салазара поддерживал напряженные отношения с Испанской Республикой, в которой находились португальские диссиденты, поддерживающие его режим. Португалия сыграла решающую роль в снабжении сил Франко боеприпасами и многими другими материально-техническими ресурсами. Несмотря на его скрытое прямое военное участие — ограниченное несколько «полуофициальным» одобрением авторитарным режимом добровольческих сил численностью 8 000-12 000 человек, так называемых " Вириатос " — на протяжении всего периода В конфликте Португалия сыграла важную роль в обеспечении Национальной фракции жизненно важной логистической организацией и заверила Франко и его союзников в том, что никакое вмешательство не помешает потоку поставок, направляемому «Национальным», пересекающим границы двух иберийских стран — «Национальные» раньше называли в Лиссабон как «порт Кастилии». В 1938 году, когда победа Франко становилась все более очевидной, Португалия признала режим Франко и после войны в 1939 году подписала договор о дружбе и ненападении, который был известен как Пиренейский пакт.  Португалия сыграла важную дипломатическую роль в поддержке режима Франко, в том числе настаивая на том, что Франко стремился воспроизвести Estado Novo Салазара, а не фашистскую Италию Муссолини.

Флаг Португалии

### Святой Престол

Флаг Святого Престола

Среди многих влиятельных католиков в Испании, состоящих в основном из консервативных традиционалистов и людей, принадлежащих к промонархическим группам, в религиозном преследовании прямо и, вероятно, справедливо, обвиняли правительство республики. Последовавшее за этим возмущение было использовано после переворота 1936 года националистической/монархической фракцией и с готовностью распространилось. Католическая церковь встала на сторону повстанческого правительства и провозгласила религиозных испанцев, преследуемых в республиканских районах, «мучениками веры». В число набожных католиков, поддержавших Испанскую республику, входили высокопоставленные офицеры Народной армии, такие как католический генерал- республиканец Висенте Рохо Ллуч, а также католические баскские националисты, выступавшие против повстанческой фракции.
Первоначально Ватикан воздерживался от слишком открытого заявления о своей поддержке повстанческой стороны в войне, хотя уже давно позволял высокопоставленным церковным деятелям Испании делать это и называть конфликт «крестовым походом». Однако на протяжении всей войны франкистская пропаганда и влиятельные испанские католики называли светскую республику «врагом Бога и церкви» и осуждали республику, возлагая на нее ответственность за антиклерикальную деятельность, такую как закрытие католических школ и осквернение религиозных учреждений. зданий, а также убийства священников и монахинь разъяренной толпой.
Покинутая западноевропейскими державами, республиканская сторона в основном зависела от советской военной помощи; это сыграло на руку изображению Франкистской пропаганды Испанской республики как «марксистского» и безбожного государства. Посредством своей обширной дипломатической сети Святой Престол использовал свое влияние для лоббирования повстанческой стороны. Во время Международной художественной выставки в Париже в 1937 году, на которой присутствовали как франкистское, так и республиканское правительства, Святой Престол разрешил националистическому павильону выставить свою выставку под флагом Ватикана, поскольку флаг повстанческого правительства все еще не был признан. Святой Престол был одним из первых государств, официально признавших Испанское государство Франко, сделав это к 1938 году.

Что касается позиции Святого Престола во время и после гражданской войны, Мануэль Монтеро, преподаватель Университета Страны Басков, прокомментировал 6 мая 2007 г.: 
Церковь, которая поддержала идею "Национального крестового похода " с целью узаконить военное восстание, была воюющей стороной во время Гражданской войны, даже ценой отчуждения части своих членов. Он продолжает выполнять воинственную роль в своем необычном ответе на Закон об исторической памяти, возвращаясь к беатификации 498 «мучеников» Гражданской войны. Священники, казненные армией Франко, в их число не входят. Она продолжает оставаться Церковью, которая не способна выйти за рамки своего одностороннего поведения 70 лет назад и смиряется с тем фактом, что это прошлое всегда должно преследовать нас. В этом политическом использовании предоставления религиозного признания можно усмотреть негодование по поводу компенсаций жертвам франкизма. Ее избирательные критерии в отношении религиозных деятелей, входивших в ее ряды, трудно понять. Священники, ставшие жертвами республиканцев, являются «мучениками, умершими прощающими», но те священники, которые были казнены франкистами, забыты.

### Прочие участники
Около 1000—2000 английских, ирландских, французских, филиппинских, белых русских, польских, румынских, венгерских и бельгийских добровольцев приехали в Испанию, чтобы сражаться на стороне националистов. Только две британки Присцилла Скотт-Эллис и Габриэль Герберт добровольно вызвались работать медсестрами.